# Teresa Prats
Teresa Prats Martí (Ciutadilla, Lérida, 8 de enero de 1895- Vallvidrera, Barcelona, 27 de julio de 1936) fue una religiosa dominica, mártir de la Fe y beata española.

## Biografía
Nació en una familia de sencillos labradores, se educó en la Escuela Nacional de su pueblo hasta los trece años. Aprendió el oficio de costurera y bordadora, a los que se dedicó para ayudar a su familia. Atraída por la vida de la iglesia, participaba en múltiples actividades de la parroquia, instruía a los niños y visitaba a los enfermos. A los 23 años ingresó en el taller de costura que las Hermanas Dominicas de la Anunciata dirigían en el monasterio de Montserrat. Ingresó en esa misma Congregación religiosa el 11 de septiembre de 1920, profesando en la Casa Madre de Vich el 5 de abril de 1922, donde quedó destinada y se dedicó a dar clases de labores y a atender el pensionado de niñas. Posteriormente fue destinada a Horta (provincia de Barcelona) y luego al convento de la calle Trafalgar, en la ciudad de Barcelona, como cocinera. Allí la sorprendió la muerte a sus 41 años.
Era de carácter extremadamente caritativo, ayudando a todas las hermanas, humilde, alegre y sacrificada. Se preocupaba especialmente por las hermanas ancianas. Con su martirio culminó una vida de entrega silenciosa al prójimo y a Dios.

### Martirio
El 27 de julio de 1936, en el contexto de la persecución religiosa durante la guerra civil española, el convento de la calle Trafalgar fue registrado por los milicianos y sometidas a interrogatorio las hermanas junto con otras señoras pensionistas que vivían con ellas. Identificadas cinco religiosas (Ramona Fossas, Teresa Prats, Adelfa Soro, Ramona Perramón y Otilia Alonso, la más joven, de solamente 19 años), las trasladaron a distintos comités, donde se les instó a que renunciaran a su condición de consagradas para obtener así la libertad, a lo que ellas se negaron. Convencidos los milicianos de la inutilidad de sus intentos, las subieron en un camión y las condujeron a una curva de la carretera, conocida como El Fero, pasado el pueblo de Vallvidrera. Hoy en día la curva se denomina de les Monges.
Allí fueron asesinadas a disparos, a medida que iban bajando del vehículo. Un grupo de médicos que había establecidos en un cercano campamento de socorros (pues en ese lugar se daban frecuentes ejecuciones) se apersonó en el lugar poco después. Encontraron muertas a tres de las religiosas, pero dos de ellas sobrevivieron algunas horas y fueron trasladadas a un hospital, donde pudieron relatar lo sucedido. Finalmente, fueron enterradas en fosa común en el Cementerio del Sudoeste de Barcelona. Pese a los trabajos posteriores, sus cuerpos no se han podido localizar.

## Beatificación
Teresa Prats fue beatificada por el Papa Benedicto XVI el 28 de octubre de 2007 en Roma junto a otras 497 víctimas de la persecución religiosa, incluidas sus compañeras de martirio y también otras dos Dominicas de la Anunciata de la comunidad de Manresa: Reginalda Picas y Rosa Jutglar. Su memoria  litúrgica se celebra el 6 de noviembre.